# 帕拉河畔圣贡萨洛
帕拉河畔圣贡萨洛是巴西米纳斯吉拉斯州的一个市镇。总面积265.578平方公里，总人口10308人，人口密度38.8人/平方公里。

## 地理
海拔： 2,461′

## 旅游
酒店：3星级酒店平均房价为US$32。